# Лінгуаглосса
Лінгуаглосса, Лінґуаґлосса (італ. Linguaglossa, сиц. Linguarossa) — муніципалітет в Італії, у регіоні Сицилія,  метрополійне місто Катанія.
Лінгуаглосса розташована на відстані близько 510 км на південний схід від Рима, 160 км на схід від Палермо, 37 км на північ від Катанії.
Населення — 5418 осіб (2014).
Щорічний фестиваль відбувається 1 вересня. Покровитель — Sant'Egidio Abate.

## Демографія
Населення за роками:

Станом на 1 січня 2023 року в муніципалітеті офіційно проживало 250 іноземців з 21 країни, серед них 143 громадяни країн Євросоюзу та 10 громадян України.

## Сусідні муніципалітети
- Калатаб'яно
- Кастільйоне-ді-Сицилія
- П'єдімонте-Етнео
- Сант'Альфіо